# Mulamba Ndaye
Pierre Mutumbula Ndayé Mulamba (Kananga, 4 novembre 1948 – Johannesburg, 26 gennaio 2019) è stato un calciatore della Repubblica Democratica del Congo, di ruolo attaccante. Era soprannominato "Mutumbula" ("assassino") e "Volvo".

## Carriera

### Club
Nato a Luluabourg (ora Kananga), militò nel Renaissance du Kasaï e nell'AS Bantous. Nel 1973 venne ingaggiato dall'AS Vita Club, il club in cui divenne famoso e con cui vinse la Coppa dei Campioni d'Africa proprio nel 1973. Nel 1981, Mulamba concluse la sua carriera raggiungendo per la seconda volta la finale della Coppa dei Campioni d'Africa 1981 con la sua squadra.

### Nazionale
Insieme alla Nazionale di calcio della Repubblica Democratica del Congo vinse la Coppa d'Africa 1974, proprio in questa competizione segnò ben 9 reti in soli 6 match, vincendo il titolo di capocannoniere. Al ritorno in patria, Mulamba fu insignito dell'Ordine nazionale del Leopardo dal Presidente Mobutu Sese Seko.
Nello stesso anno partecipò al campionato del mondo 1974, nel quale scese in campo come capitano nelle prime due gare disputate dalla sua Nazionale, senza mai segnare. Dopo la sconfitta 2-0 contro la Scozia, venne espulso per errore al 22' del successivo incontro contro la Jugoslavia (perso poi con il risultato di 9-0): dopo il quarto gol segnato in netto fuorigioco da Josip Katalinski, il compagno di squadra Mwepu Ilunga corse allora indignato verso l'arbitro colombiano Omar Delgado, rifilandogli da dietro un calcio nel sedere; non avendo visto il suo aggressore, nel parapiglia l'arbitro espulse per errore Mulamba Ndaye,  che venne squalificato dalla FIFA per tre gare. Mulamba disse in seguito che la squadra aveva giocato sotto il proprio potenziale, sia per protesta che per perdita di morale, dopo non aver ricevuto il bonus di 45.000 dollari promesso dal Presidente dello Zaire.

### Declino
Nel 1994, Mulamba ottenne un premio alla carriera alla Coppa delle nazioni africane 1994 in Tunisia. Il rientro in patria, con una medaglia che lo rende così orgoglioso, porterà in dote solo tanta sofferenza. Il ministro dello Sport zairese, per conto di Mobutu (purtroppo ancora al potere), fa sapere a Ndaye che la medaglia deve essere consegnata alle autorità. Ovviamente l’ex attaccante non ci sta, considera quell’oggetto di valore un riconoscimento importante per la sua carriera e vuole onorarlo per sé e per la sua famiglia. La sera stessa, poche ore dopo essere stato avvertito dal ministro, viene aggredito da soldati nella sua stessa casa. Il figlio primogenito di undici anni viene ucciso davanti ai suoi occhi. I soldati colpiscono anche Pierre, ferendolo gravemente ad una gamba. Poco dopo viene preso e portato su un ponte, dal quale viene gettato. Lo credevano morto ed invece per miracolo è ancora vivo, in condizioni gravissime. Viene recuperato da bambini della zona e in seguito passerà diversi mesi in ospedale; qualcuno lo riconosce, viene chiamato “le grand joueur”, il grande giocatore. Venne così ospitato in convalescenza da Emmanuel Paye-Paye per otto mesi. Durante la prima guerra del Congo, il figlio maggiore di Mulamba fu ucciso, cosicché nel 1996 fuggì in Sud Africa come rifugiato, vivendo solo e indigente. Andò a Johannesburg e poi a Città del Capo, dove fu accolto da una famiglia locale.
Nel 1998, si tenne un minuto di silenzio durante la Coppa d'Africa in Burkina Faso, dopo che era stata diffusa la notizia della sua morte in un incidente in una miniera di diamanti in Angola; tuttavia, si trattò di un caso di omonimia, poiché all'epoca Mulamba era ancora in Sudafrica, disoccupato e alcolizzato.
Nel 2010 Mulamba lavorò come allenatore di squadre amatoriali locali e sposò una donna sudafricana. Il documentario Forgotten Gold girato nel 2008-2009, lo seguì in Sud Africa e in una visita in Congo. Ha anche incontrato Danny Jordaan, capo del comitato organizzatore della Coppa del Mondo FIFA 2010.
Negli ultimi anni Mulamba soffrì di problemi cardiaci, renali ed al ginocchio, costringendolo in età avanzata alla sedia a rotelle. Visse in povertà e senza riconoscimenti nel comune di Khayelitsha a Città del Capo. Morì a Johannesburg all'età di 70 anni.

## Palmarès

### Club

#### Competizioni nazionali
- Linafoot: 4

Vita Club: 1973, 1975, 1977, 1980
- Coupe de République démocratique du Congo: 4

Vita Club: 1973, 1975, 1977, 1981

#### Competizioni internazionali
- CAF Champions League: 1

As Vita Club: 1973

### Nazionale
- Coppa d'Africa: 1

Egitto 1974

### Individuale
- Capocannoniere della Coppa delle Nazioni Africane: 1

Egitto 1974 (9 gol)